# Espanhol chileno
O espanhol chileno é a variante da língua espanhola (ou castelhana) falada no Chile. As principais diferenças desse dialeto estão na pronúncia, no vocabulário e sintaxe.

## Pronúncia
- Como em outros países sul-americanos, o "s" antes de consoantes ou no final das palavras assume na maioria das vezes o som de [h]. Exemplo: no termo los, a variável /s/  é pronunciada lo/h/.
- O "d" intervocálico praticamente não é pronunciado.

## Vocabulário
O espanhol do Chile recebeu influências principalmente indígenas (como a palavra guagua= bebê) e das línguas de imigrantes europeus, assim como do inglês.

## Sintaxe
No Chile, assim como nos países da bacia do Prata, é comum o uso do pronome pessoal da segunda pessoa do plural vos, em lugar do padrão tú, mas de um jeito diferente ao "voseo" conhecido. Contudo, a prática é desincentivada e evitada pelos setores mais cultos.